# Hirola
Hirola (Beatragus) – rodzaj ssaków z podrodziny antylop (Antilopinae) w obrębie rodziny wołowatych (Bovidae). 

## Rozmieszczenie geograficzne
Rodzaj obejmuje jeden gatunek występujący w Afryce Wschodniej. 

## Systematyka
Rodzaj zdefiniował w 1912 roku amerykański zoolog Edmund Heller w artykule zatytułowanym Nowe rodzaje i rasy afrykańskich zwierząt kopytnych, opublikowanym w czasopiśmie „Smithsonian miscellaneous collections”. Gatunkiem typowym jest (oryginalne oznaczenie) hirola okularowa (B. hunteri).

### Etymologia
Beatragus: gr. βους bous, βοος boos ‘byk, wół’; τραγος tragos ‘kozioł’.

### Podział systematyczny
Do rodzaju należy jeden występujący współcześnie gatunek: 
- Beatragus hunteri P.L. Sclater, 1889 – hirola okularowa

Opisano również wymarłe późnoplioceńskie gatunki:
- Beatragus antiquus Leakey, 1965[9]
- Beatragus vrbae Bibi, Rowan & Reed, 2017[10]
- Beatragus whitei Vrba, 1997[11]